# Корушка
Корушка (словен. Koroška) је једна од 9 савезних покрајина Републике Аустрије, у њеном јужном делу. Главни град Корушке је Клагенфурт (словен. Celovec).

## Географија
Корушка заузима јужни део Аустрије. Покрајина се граничи:
- на северу - покрајина Салцбург,
- на истоку - покрајина Штајерска,
- на југу - Словенија,
- на југозападу - Италија,
- на западу - покрајина Тирол.

Са површином од 9.535,97 km² Корушка је по величини пета покрајина у држави.
Рељеф: Корушка је планинско подручје, у срцу Алпа. Средишњи део је у склопу простране Клагенфуртске котлине, која је местимично испресецана побрежјима и брдима. Надморска висина је око 350-600 метара. Остали део је изразито планински, састављен од низа планина у оквиру Алпа. На југу се пружају Караванке, на истоку Корски Алпи, на северу Гурк Алпи, на западу Крашки Алпи. На крајњем северозападу налазе Тауерн Алпи, са највишим врхом Аустрије, Гросглокнером (3.798 m).
Клима: Због значајне надморске висине и планинског тла Корушка има оштрију континенталну климу, која само у највишим деловима прелази у планинску.
Воде: Средишњим делом Корушке протиче река Драва, који се данас сматра саставним делом покрајинског идентитета. Она у покрајини прима неколико притока; леве притоке су Лизер, Гурк, Глан и Лавант, а десна је Гејл. Долине датих река су главне везе средишњег дела покрајине са окружењем. Поред водотока, у Корушкој постоји и низ ледничких језера, од који су позната: Вортер, Милштат, Осијах и Факер.

## Историја
Корушка је древна област у историји Европе, позната под датим називом још у раном средњем веку. Она је била средиште древне кнежевине Карантаније и некадашње војводство Светог римског царства. Данашња покрајина настала је од Војводства Корушке по образовању Републике Аустрије после Првог светског рата. Претходно је од дотадашњег војводства одвојен мањи, југоисточни део, већински насељен Словенцима, који данас чини Корушку област у склопу Словеније. Области на југу и југоистоку где је словеначко и немачко становништво било значајно измешано на основу народног плебисцита (који многи оспоравају) припојено је аустријској Корушкој. Поред тога, сасвим мали део покрајине око града Тарвизија на југозападу, у сливу Јадрана, је припојен Италији. Дати део је такође имао (и има и данас) мешовито италијанско, немачко и словеначко становништво.

## Становништво
По последњим подацима из 2011. године Корушка има преко 550 хиљада становника, па је шеста аустријска покрајина по броју становника. Последњих деценија број становника стагнира.
Густина насељености је око 60 ст./км², што значајно ниже од државног просека. Делови уз веће градове и у низинама су много боље насељени (>100 ст./км²), док су планински крајеви на ободу много мање густине насељености (<30 ст./км²).
Етнички састав: Корушка је традиционално насељена аустријским Немцима и Словенцима. Последњих деценија значајан број досељеника (посебно Југословена и Турака) се населио у већим градовима.
За Словенце и Словенију Корушка има већи значај спрам бројности њене мањине, пошто се ту налази Госпосветско поље на коме су преци данашњих Словенаца, Карантанци бирали своје кнезове и на коме су касније устоличаване корушке војводе. Током векова преовладало је становништво немачког порекла, старије словенско становништво је значајним делом потиснуто или германизовано што је у новије време довело до тзв. Корушког питања. Доласком десничара Јерга Хајдера на власт у Аустрији поново постаје важно. По попису из 2001. године у Корушкој је живело 14.010 Словенаца, махом на крајњем југу и југоистоку покрајине.

## Привреда
Корушка је високо развијена покрајина, посебно околина Клагенфурта. Ту је смештена и најгушћа мрежа саобраћајница.
Пољопривреда: Иако је последњих деценија са бржом индустријализацијом дошло до смањења значаја пољопривреде она је и даље развијена, посебно сточарство.
Индустрија: Преовлађује високо развијена индустрија везана за подручја Клагенфурта и Филаха.
Туризам: Постоји неколико развијених туристичких грана у Корушкој. Посебно је развијен зимски и скијашки туризам на Алпима, али и туризам на води, везан за бројна језера.

## Управна подела
Покрајина се дели на 10 подручних јединица - округа (Bezirk) - 2 градска округа (тзв. статутарни градови) и 8 „уобичајених“ округа. Даље се окрузи деле на општине - укупно њих 132.
| Бр. | Статутарни град /градски округ | Матични назив | Површина (у km²) | Број ст. (2010) | скр. |
| --- | ------------------------------ | ------------- | ---------------- | --------------- | ---- |
| 1.  | Клагенфурт                     | Klagenfurt    | 120,11           | 93.949          | K    |
| 2.  | Филах                          | Villach       | 134,89           | 59.089          | VI   |

| Бр. | Округ                   | Матични назив          | Град - седиште         | Површина (у km²) | Број ст. (2010) | скр. |
| --- | ----------------------- | ---------------------- | ---------------------- | ---------------- | --------------- | ---- |
| 1.  | Волфсберг (округ)       | Bezirk Wolfsberg       | Волфсберг              | 973,79           | 54.695          | WO   |
| 2.  | Клагенфурт-Ланд (округ) | Bezirk Klagenfurt-Land | Клагенфурт             | 765,59           | 58.365          | KL   |
| 3.  | Санкт Фајт (округ)      | Bezirk Sankt Veit      | Санкт Фајт ан дер Глан | 1.493,67         | 56.798          | SV   |
| 4.  | Фелдкирхен (округ)      | Bezirk Feldkirchen     | Фелдкирхен             | 558,56           | 30.510          | FE   |
| 5.  | Фелкермаркт (округ)     | Bezirk Völkermarkt     | Фелкермаркт            | 907,49           | 42.734          | VK   |
| 6.  | Филах-Ланд (округ)      | Bezirk Villach-Land    | Филах                  | 1.009,33         | 64.885          | VL   |
| 7.  | Хермагор (округ)        | Bezirk Hermagor        | Хермагор               | 808,02           | 19.019          | НЕ   |
| 8.  | Шпитал (округ)          | Bezirk Spittal         | Шпитал ан дер Драу     | 2.763,99         | 79.271          | SP   |

## Збирка слика важнијих градова покрајине
- Филах
- Шпитал ан дер Драу
- Санкт Фајт ан дер Глан
- Волфсберг